# Lyctus tomentosus
Lyctus tomentosus is een keversoort uit de familie boorkevers (Bostrichidae). De wetenschappelijke naam van de soort is voor het eerst geldig gepubliceerd in 1879 door Reitter.